# Шопино (Дергачёвский район)
Шо́пино (укр. Шопине) — село,
Токаревский сельский совет,
Дергачёвский район,
Харьковская область.
Код КОАТУУ — 6322082510. Население по переписи 2001 года составляет 5 (1/4 м/ж) человек.

## Географическое положение
Село Шопино находится в балке Камышеваха, у истоков реки Камышеваха, которая через 8 км впадает в реку Лопань (левый приток); на реке много запруд;
ниже по течению на расстоянии в 0,5 км село Кочубеевка, в одном км — село Гоптовка, в 2-х км проходит автомобильная дорога М-20.

## История
- Конец 19 века либо начало 18 века — дата основания.
- В середине 19 века хутора назывались Верхне-Камышевахскими (Шопенковыми)[1], так как находились в верховьях балки Камышеваха.[5]
- В 1940 году, перед ВОВ, в Шопино было 30 дворов и ветряная мельница.[6]
- В 2001 году население села из-за депопуляции составило пять человек.